# 全所哲
全所哲（布農語：Biaz Takihunang，1927年8月1日—2002年3月8日），臺灣南投縣信義鄉布農族人，台灣基督長老教會牧師，曾至馬來西亞砂拉越州向伊班族傳教。

## 生平
1927年8月1日，全所哲生於今信義鄉，從出生到十二歲前，在玉山山脈治茆山腰的Dongaivan聚落生活，讀書必須從海拔1,400公尺高的聚落下到郡大溪溪底，然後又爬到東岸1,600公尺高的卡荳諾蘭社就讀，該社地區是布農族巒社群的行政區。由於來回費時費力，在開學期間母親就將他寄託於外公、巒社群領袖Paian Daingaz的家。
全所哲十二歲時，父親在打獵活動中被誤殺。十八歲時，他聽聞傳教師劉傳的講道說：「基督耶穌是死而復活的主，唯有信靠他，死後可以藉基督之名復活，並與主同在。」他聽完道後決定要傳福音。1952年2月，由台灣基督長老教會台中中會山地部推薦，他進入台灣聖經學園（今玉山神學院）特別班進修。在學期間，備受身體心律不整之煎熬，曾輟學回家養病。台中中會於1953年10月召回他並派於豐丘、新鄉及羅娜等三間教會服事，神學院課程因此中斷。台中中會鑑於他已有實際從事牧會工作的經驗，1954年1月在信義鄉豐丘村的豐丘教會設立他為宣道師，成為中部布農族的第一位傳道人，又於1958年11月被封立為牧師，成為中部布農族的第一位牧師，也擔任中部布農區首屆議長，並且受派到花蓮、台東、高雄布農族教會巡迴佈道與施洗等事工。1960年4月正式受聘為豐丘教會首任駐堂牧師。
1968年，芥菜種會創辦人孫理蓮宣教士繼承先生孫雅各宣教士的遺願，與台灣基督長老教會共同設立焚棘海外宣道會推動海外宣教工作。同年並向馬來西亞政府簽訂十年的宣教合約。1968年與1971年，孫理蓮先後派遣林金元、高清玄、陳榮福、吳明義、張天成、李學聖、曾傳火及全所哲等八位原住民宣教師，前往馬來西亞砂拉越伊班族宣教，這也是原住民牧師第一次到海外宣教，同時全所哲也是第一位被派遣到海外的布農族宣教士。全所哲先在砂拉越學習約半年的伊班族語，協助當地衛理公會的事工，深入伊班族的領域，在週末到伊班教會觀摩，學習用伊班母語傳講福音。布農族與伊班族因屬南島語系，有許多發音相似之處。在砂拉越宣教十年，他先後被派往中部加拿逸河上游的Nanga Meluan及芦楼宣教，第二次調到北方的民都魯宣教，而第三次短暫的派往南方的加帛宣教，然後回到砂拉越原處傳教，直到回台灣。
根據衛理公會文獻的紀錄，從1962年登記的5,936名伊班信徒會員，到1968年台灣開始派駐第一批宣教師至1970年的報告中，信徒增加到7,454名。1983年8月，全所哲回國受聘為豐丘教會第3任牧師，但由於懷念砂拉越伊班教會的信徒，台灣解嚴之後重回砂拉越，協助伊班教會建堂。2002年3月8日，他因腦中風去世。
漢名全慈祥的全所哲兒子乎南．笛伴等親人以父親的保險金、親友的捐款、妹夫的理賠金一同出資完成牧師父親遺願，在婆羅洲東馬砂拉越買地蓋教育中心，取名為「全所哲伊班訓練中心」，2006年8月落成。落成後，2015年4月25日增建祈禱室，由乎南．笛伴傳道、主持剪綵。